# Cifra galambgomba
A cifra galambgomba (Russula risigallina) az Agaricomycetes osztályának galambgomba-alkatúak (Russulales) rendjébe, ezen belül a galambgombafélék (Russulaceae) családjába tartozó, Eurázsiában és Észak-Amerikában honos, ehető gombafaj.

## Megjelenése
A cifra galambgomba kalapjának átmérője 3-8 cm, alakja fiatalon félgömbös, ami később domborúvá, majd lapossá kiterül, közepe bemélyedő lehet. Széle bordás. Felszíne száraz időben bársonyos, nedvesen síkos. A kalapbőr teljesen lehúzható. Színe igen változatos, általában sárgás-rózsás-narancsos. Gyakran kettős színű, a sárgás és narancsvöröses szín árnyalatai egyszerre jelennek meg, de teljesen citromsárga is lehet; széle rózsásvöröses. Húsa fehér, puha, törékeny; illata kellemes, gyümölcsre emlékeztető, idősebb korban borecet vagy mustármártás szaga is lehet. Íze nem csípős.
Közepesen sűrű lemezei tönkhöz nőttek, féllemeze nincs. Színük okkersárgás.
Spórapora sárga. Spórái ellipszis alakúak, felszínük tüskés, méretük 7,5-9 × 6-7 µm.
Tönkje 3-5 cm magas és 0,6-1 cm vastag. Alakja hengeres, belül üreges, hosszában ráncolt. Színe fehér, esetleg halványa kalapszínű. idősen halványszürkés.

### Hasonló fajok
Más sárgás kalapú galambgombákkal (pl. az ehető baracksárga galamgomba vagy a csípős élénksárga galambgomba és fakó galambgomba) lehet összetéveszteni.

## Elterjedése és termőhelye
Európában, Ázsiában, Észak-Afrikában és Észak-Amerikában honos. Magyarországon gyakori.
Lomb- és fenyőerdőben, főleg gyertyános-tölgyesekben és bükkösökben nő. Júliustól októberig terem.

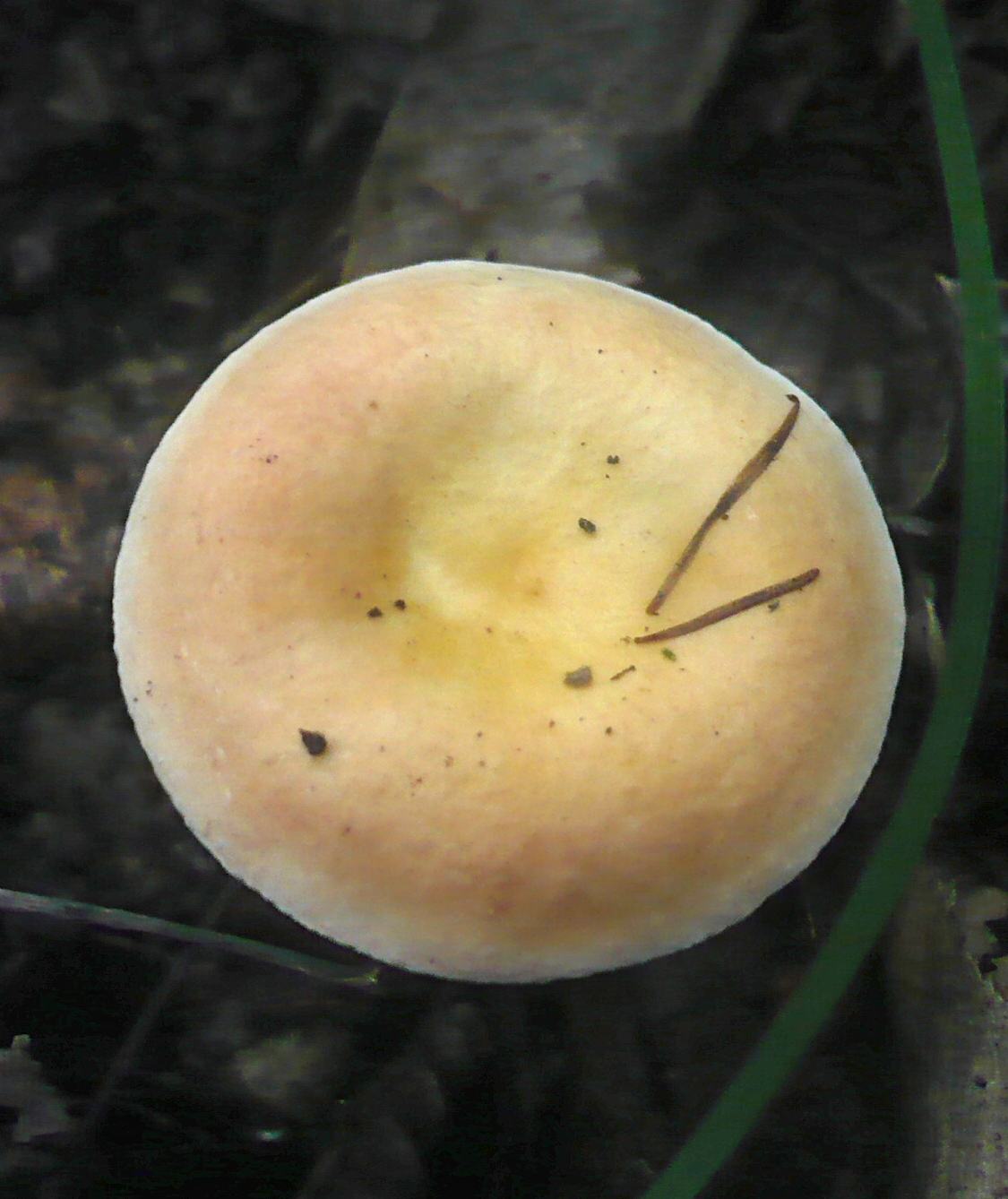
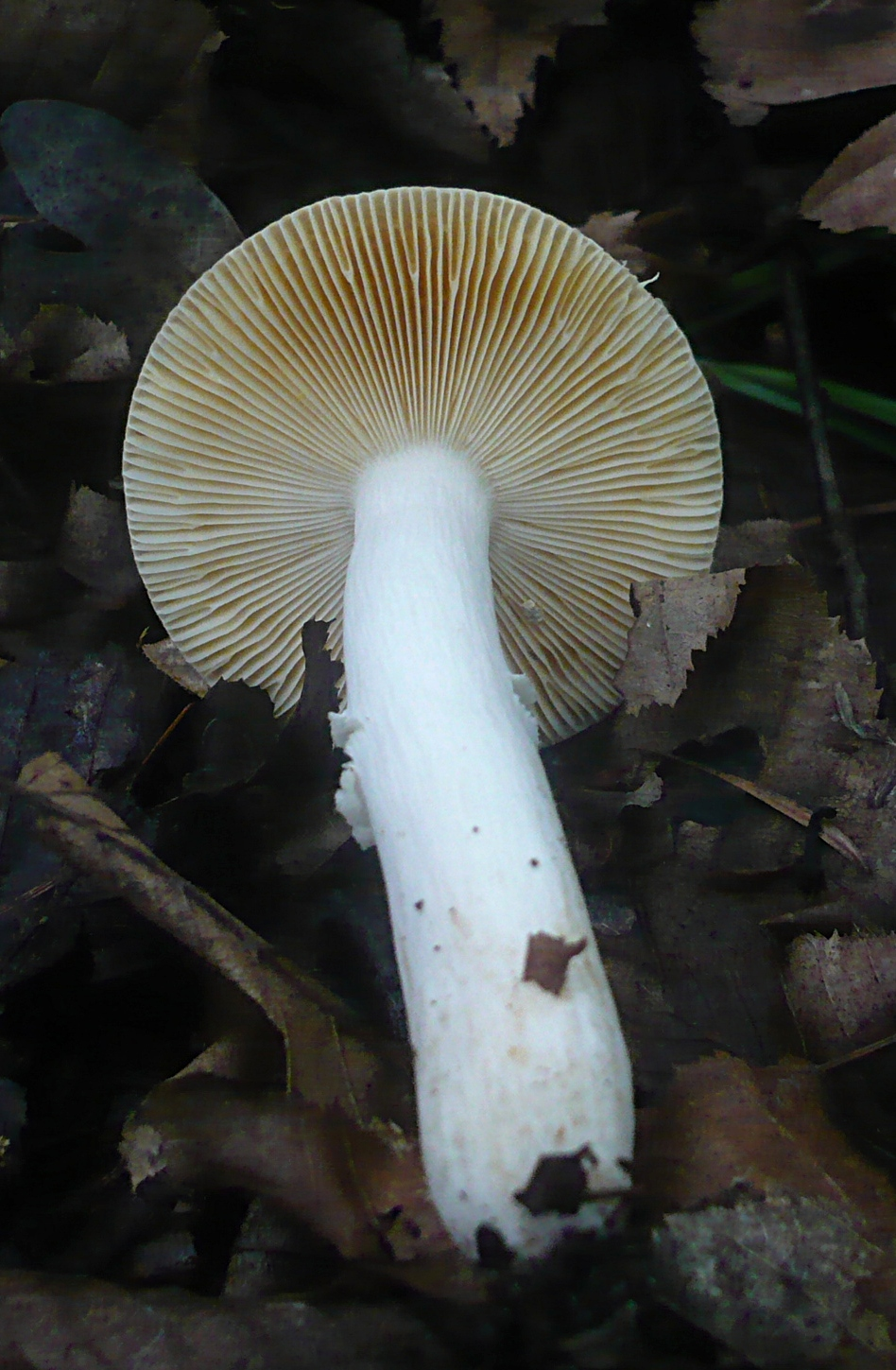
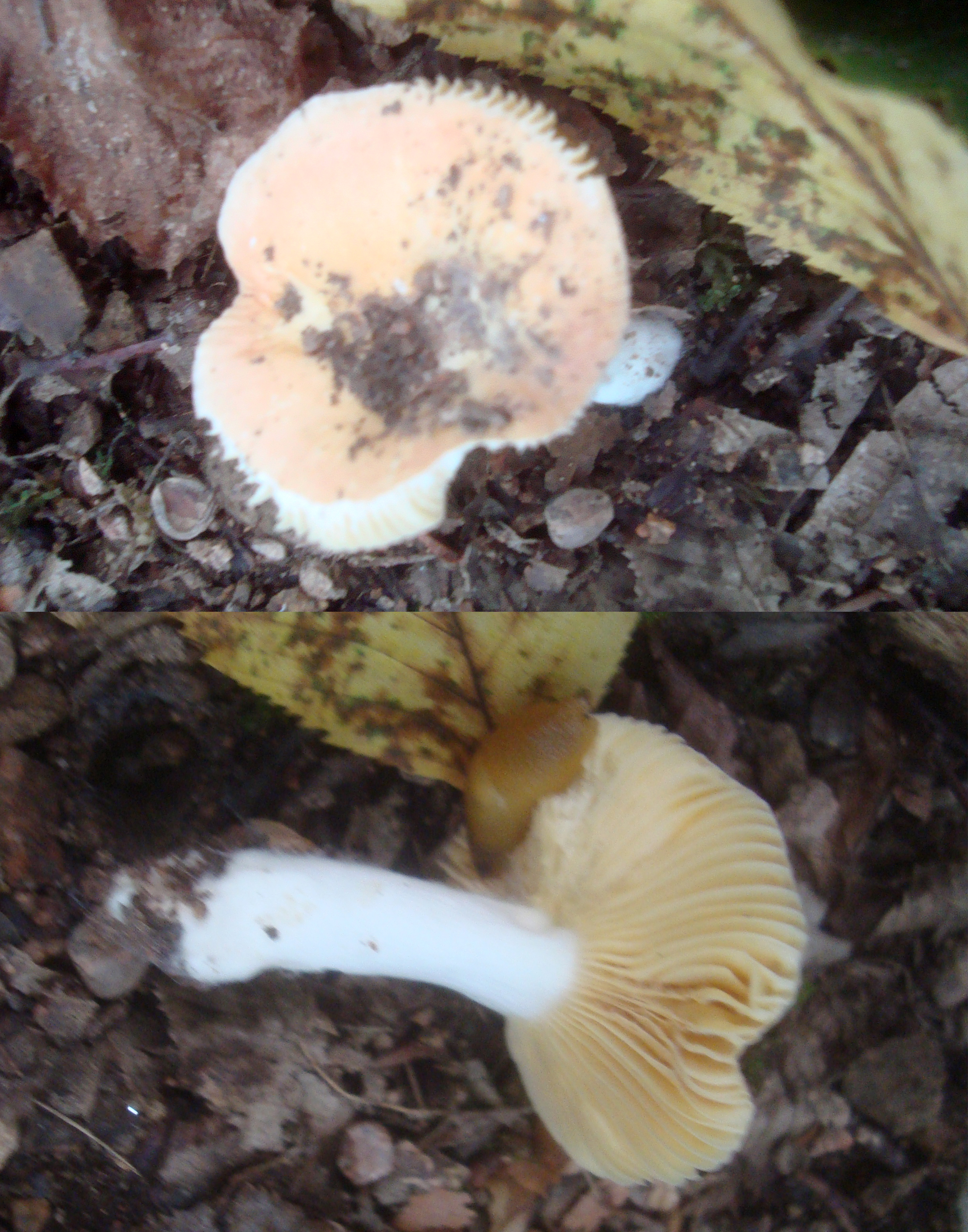
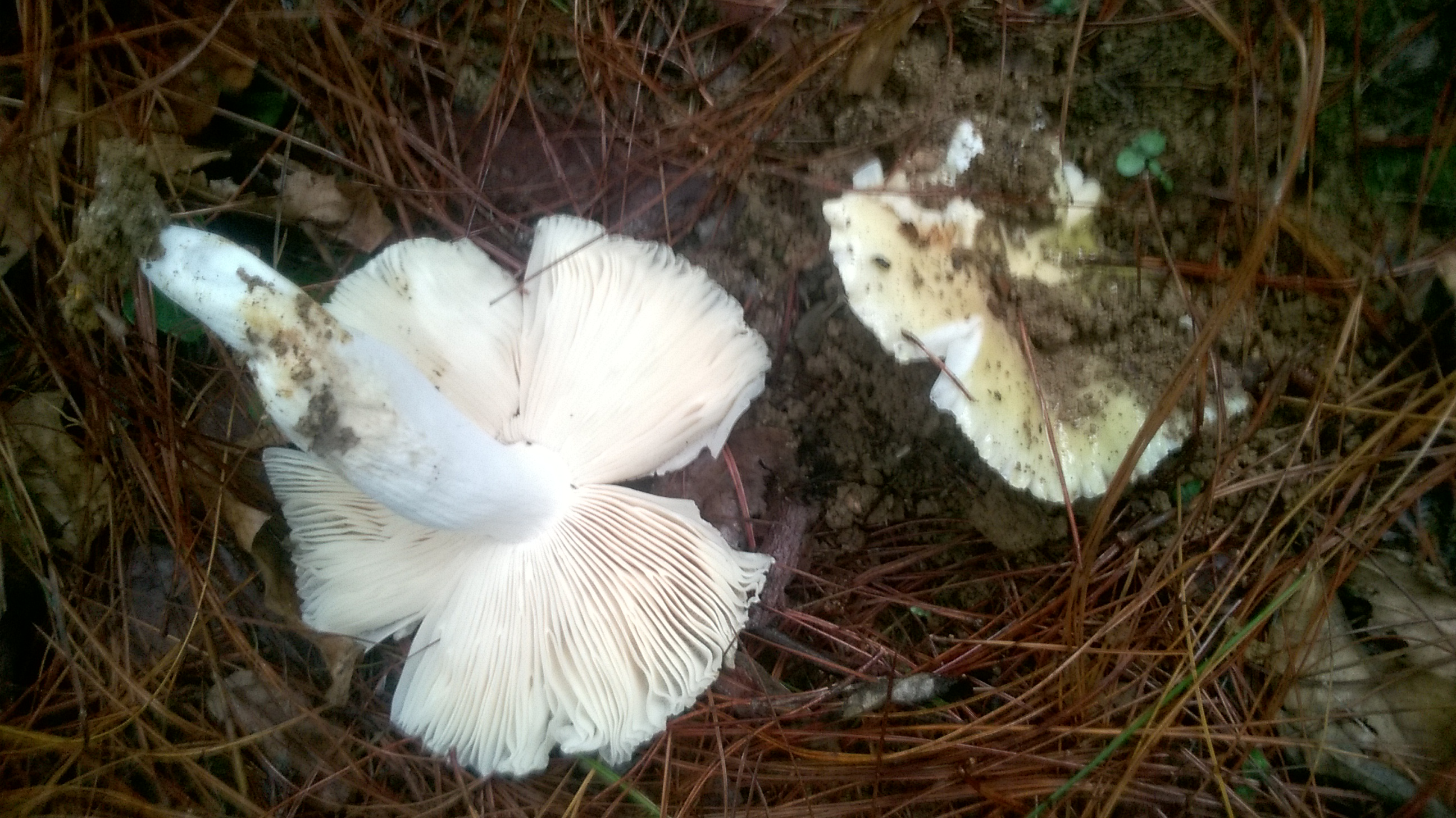
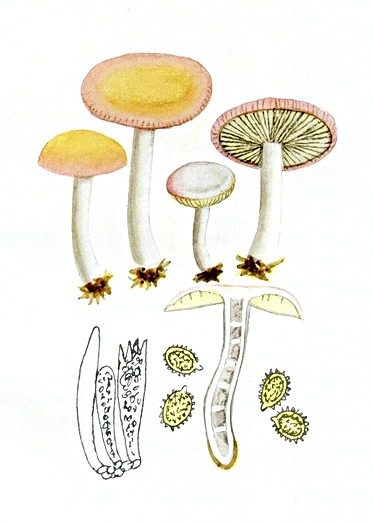

Ehető gomba.